# Macromitrium calocalyx
Macromitrium calocalyx är en bladmossart som beskrevs av C. Müller in Geheeb 1881. Macromitrium calocalyx ingår i släktet Macromitrium och familjen Orthotrichaceae. Inga underarter finns listade i Catalogue of Life.